# Никола Љубичић
Никола Љубичић (Каран, код Ужица, 4. април 1916 — Београд, 13. април 2005) био је учесник Народноослободилачке борбе, генерал армије ЈНА, друштвено-политички радник СФРЈ и СР Србије, јунак социјалистичког рада и народни херој Југославије. У периоду од 1967. до 1982. обављао је функцију Савезног секретара за народну одбрану СФРЈ, од 1982. до 1984. функцију председника Председништва Социјалистичке Републике Србије, а од 1984. до 1989. налазио се на месту члана Председништва СФРЈ.

## Биографија
Рођен је 4. априла 1916. године у селу Каран, код Ужица, где је завршио основну школу. Нижу гимназију је завршио у Ужицу, а Средњу пољопривредну школу у Ваљеву. Војску је служио у Школи резервних пешадијских официра, у Марибору. Дана 1. децембра 1939. године, унапређен је у чин резервног пешадијског потпоручника. До рата је радио у Нижој пољопривредној школи у Севојну, код Ужица, Косјерићу и Пљевљима.
Активно је учествовао у свим акцијама омладинских организација у ваљевској Пољопривредној школи, као и касније у Косјерићу и Пљевљима. Током Априлског рата 1941. године био је распоређен за командира вода у планинском батаљону, формираном у селу Здравчићима, код Пожеге. Учествовао је у борби с Немцима на положају код Ваљева.

### Народноослободилачка борба
После окупације Краљевине Југославије, по задатку Окружног комитета КПЈ за Ужице, радио је на припреми устанка у околини Ужица, а највише у селима око Карана. У Прву ужичку чету Ужичког партизанског одреда, ступио је одмах после њеног формирања првих дана августа. Тада је постао члан Комунистичке партије Југославије (КПЈ).
Учествовао је у борбама за ослобођење Бајине Баште и Ужица, као и осталим борбама Прве ужичке чете. После ослобођења Ужица, руководио је борбама на сектору Вардишта и Добруна, и с јединицама штитио слободну територију с правца Прибоја и Вишеграда. Пред повлачење партизанских снага из Ужица, одређен је за командира Треће ужичке чете Ужичког партизанског одреда.
После Прве непријатељске офанзиве и пада Ужичке републике, повукао се с Трећом ужичком четом, преко Златибора ка Санџаку. Током повлачења чета је водила неколико борби с Немцима и четницима, а после доласка у Санџак учествовала је у борби с Италијанима који су напали Врховни штаб НОПОЈ-а у селу Дренови. После тога Трећа ужичка чета је обезбеђивала Врховни штаб у маршу према Рудом.
Трећа ужичка чета ушла је у састав Петог шумадијског батаљона Прве пролетерске ударне бригаде. Тада је поред дужности командира чете, Никола постављен и за заменика команданта батаљона Милана Илића Чиче. Трећа ужичка чета, која се налазила у заштитници бригаде, кренула је из Рудог ка Романији. Почетком 1942. године чета је у дугом маршу, по великој хладноћи, избила на Јахорину, где је поново распоређена да обезбеђује Врховни штаб.
Са члановима Врховног штаба НОП и ДВЈ чета је прешла у Фочу. Тада је Никола постао командант Петог шумадијског батаљона. Батаљон је водио борбе са четницима и Италијанима, према Челебићу и Дубу, а 1. маја у борби с Италијанима, код Чајнича, Никола је први пут рањен.
Током непријатељске офанзиве на слободну територију око Фоче, батаљон је водио борбе на територији између Чајнича и Фоче, а касније на Пивској висоравни и падинама Дурмитора. Одатле се батаљон пребацио преко реке Пиве, у Плужине, где је извесно време поново обезбеђивао Врховни штаб. После тога, батаљон је водио борбе са четницима и Италијанима, који су надирали из правца Гацка. У кретању ка простору Сутјеске, батаљон је разбио групе четника, али је био изложен сталном бомбардовању италијанске авијације.
После доласка у село Врбницу, а по одлуци Врховног штаба, Пети шумадијски батаљон је пребачен у Другу пролетерску ударну бригаду, због њене допуне после губитака које је претрпела у дотадашњим борбама. Тада је Никола Љубичић постављен за команданта Четвртог ужичког батаљона Друге пролетерске бригаде. У време похода пролетерских бригаде за Босанску крајину, овај батаљон је водио борбе код Калиновика, затим приликом преласка пута и пруге Сарајево–Коњиц, код Тарчина, после код Бугојна, Купреса, на Мањачи и при ослобађању Мркоњић-Града и Јајца.
Касније је батаљон водио борбе око Босанског Грахова и на Динари, у близини Книна. Поново се сукобио, на падинама Динаре, према Босанском Грахову, с Италијанима, где је Никола тешко рањен. После дужег лечења у Босанском Петровцу и другим болницама, као рањеник у Четвртој непријатељској офанзиви кретао се с рањеничком колоном од Босанског Петровца до Неретве. У долини Неретве прикључио се поново Другој пролетерској ударној бригади и постао члан Штаба бригаде.
Учествовао је у свим борбама које је бригада водила у долини Неретве: у разбијању Немаца на Пидришу; испред Горњег Вакуфа; затим при форсирању Неретве у борби с четницима; и после око Борачког језера, у Калиновику. Друга пролетерска ударна бригада је, затим, водила тешке борбе с Италијанима и четницима при форсирању Дрине, и касније на терену Санџака и Црне Горе и источне Босне, све до Сутјеске.
После борби у долини реке Сутјеске, са Другом пролетерском бригадом учествовао је у борбама током пробоја на Зеленгори, као и на путу око Миљевине, и касније све до доласка и после доласка у рејон између Кладња и Тузле. Ту је, почетком августа 1943. године, одлуком Врховног штаба НОВ и ПОЈ, с још 6 другова и радио-станицом кренуо за Србију, преко ослобођених, полуослобођених и неослобођених територија. Кретали су се преко Семберије и Срема. У Србију су се убацили код Умке, и стигли до Аранђеловца. После доласка је, с јединицама Прве шумадијске бригаде, учествовао у борбама вођеним на овом терену. С бригадом је кренуо, по наређењу Врховног штаба, од Рудника, преко Косјерића и планине Таре, и учествовао у борбама које је ова бригада на том путу водила, ка главнини партизанских јединица које су се налазиле у долини Лима и Вардишта.
После доласка у Санџак, извесно време је био на функцији начелника Штаба Друге пролетерске ударне бригаде, а после је постао командант Треће српске ударне бригаде. С овом јединицом учествовао је у борбама на територији Санџака и западне Србије, Златибора, Ивањице, потом на Буковима око Ваљева, планине Таре, а касније око Берана и Андријевице.
При поласку групе дивизија за Србију, постављен је за начелника Штаба Друге пролетерске дивизије, с којом у другој половини 1944. године стигао у Србију, после тешких борби у долини Ибра и на Копаонику. Августа 1944. године постављен је за заменика команданта Корпуса народне одбране Југославије (КНОЈ). На тој дужности је дочекао и ослобођење Југославије.

### Послератни период
После ослобођења земље, био је командант дивизије КНОЈ-а са чином генерал-мајора у који је унапређен 22. маја 1946. године. Вишу војну академију ЈНА завршио је 1950. године у Београду, а затим је постављен за команданта корпуса у Загребу, Љубљани и Крагујевцу. Током тог периода у чин генерал-потпуковника унапређен је 22. децембра 1954. године. Наредне дужности су му биле помоћник команданта Прве армије за политичко-правни сектор; командант Граничних јединица Југославије. У чин генерал пуковника унапређен је 22. децембра 1963. године и премештен за начелника Ратне школе Више Војне академије ЈНА. Од 1965. године био је командант Београдске армијске области. На дужности Савезног секретара за народну одбрану СФРЈ налазио се од 18. маја 1967. до 16. маја 1982. године. У чин генерала армије унапређен је 22. децембра 1970. године. Демобилисан је 20. маја 1982. године.
Биран је за посланика Савезне скупштине од 1963. до 1967. године. На Осмом конгресу СКЈ изабран је за члана Централног комитета СКЈ, а на Деветом, Десетом и Једанаестом конгресу СКЈ биран је за члана Председништва ЦК СКЈ. Од 1982. до 1984. био је на функцији председника Председништва Социјалистичке Републике Србије, а од 1984. до 1989. члан  Председништва СФР Југославије. У периоду од 1975. до 1982. и од 1984. до 1989. године, Љубичић се налазио на месту члана Савезног савета за заштиту уставног поретка СФРЈ.
Био је у браку са Вером Љубичић (1927—2001), са којом је имао две ћерке и сина.
Преминуо је на ВМА у Београду, 13. априла 2005. године. Сахрањен је уз војне почасти 16. априла 2005. у Алеји заслужних грађана на Новом гробљу у Београду.
Носилац је Партизанске споменице 1941, као и других југословенских одликовања, међу којима су — Орден јунака социјалистичког рада, Орден народног ослобођења, Орден ратне заставе, Орден партизанске звезде са златним венцем, Орден заслуга за народ са златном звездом, Орден братства и јединства са златним венцем, Орден народне армије са ловоровим венцем, Орден за војне заслуге са великом звездом, Орден партизанске звезде са сребрним венцем, Орден народне армије са златном звездом и Орден за храброст. Носилац је и високих иностраних одликовања, од којих се истичу португалски Орден Принца Хенрика у реду Великог крста и пољски Грунвалдов крст другог степена. Орденом народног хероја одликован је 27. новембра 1953. године.

## Дела
Објавио је следећа дела:
- Ужице 1941. године: устанак у ужичком крају, Београд, 1961.  (коауторство са Јевремом Поповићем, Миливојем Ковачевићем и Миливојем Радовановићем Фарбином)
- Општенародна одбрана-стратегија мира, Београд, 1977.
- Ужички НОП одред „Димитрије Туцовић”, Београд, 1981.
- У Титовој колони (мемоари), Београд, 2006.

## Галерија
- Савезни секретар за народну одбрану СФРЈ, Никола Љубичић
- На пријему делегације ЈНА код председника Тита
- Гроб Николе Љубичића у Алеји заслужних грађана на Новом гробљу у Београду
- Орден народног хероја
- Партизанска споменица 1941.